# Sarah Tarlow
Sarah Tarlow (née en 1967) est une archéologue et une universitaire britannique, surtout connue pour ses travaux portant sur l'archéologie funéraire. Elle enseigne l'archéologie à l'université de Leicester depuis 2000 et y est titulaire d'une chaire d'archéologie depuis 2012.

## Biographie
Sarah Tarlow, née en 1967, a commencé ses études supérieures à l'université de Sheffield, où elle a obtenu un baccalauréat en littérature anglaise en 1989. Elle poursuit ensuite ses études en archéologie à l'université de Cambridge, où elle a complété sa maîtrise (MPhil, 1990) et son doctorat (PhD, 1995).
Tarlow a commencé sa carrière dans l'enseignement universitaire à la university of Wales, Lampeter, où elle a occupé, de 1995 à 2000, les fonctions de lecturer en archéologie. En 2000, elle devient lecturer en archéologie historique (en) à l'Université de Leicester, avant d'être promue senior lecturer en 2006, puis de devenir titulaire d'une chaire en archéologie en 2012,.
Les recherches de Tarlow concernent l'archéologie historique de la Grande-Bretagne et de l'Europe du Nord. Elle a publié de nombreux ouvrages et a contribué à plusieurs revues et ouvrages collectifs portant sur l'archéologie funéraire, y compris l'ouvrage de référence Handbook of the Archaeology of Death and Burial. Elle s'intéresse également à l'archéologie des émotions et les questions d'éthique archéologique.
De 2011 à 2016, Sarah Tarlow a dirigé un projet de recherche multidisciplinaire de grande envergure, Harnessing the Power of the Criminal Corpse, financé par le Wellcome Trust. Le projet s'intéressait au devenir, à la perception et aux usages du corps du condamné à mort en Grande-Bretagne (XVIe siècle-XXe siècle), une question qui a été étudiée à travers les perspectives de l'archéologie, de l'histoire médicale et criminelle, du folklore, de la littérature et de la philosophie ,.

## Publications (sélection)

### Ouvrages
- (en) Sarah Tarlow et Susie West, Familiar Past? : Archaeologies of Later Historical Britain, Routledge, 1999, 294 p. (ISBN 978-0-415-18805-0, lire en ligne)

- (en) Sarah Tarlow, Bereavement and Commemoration, An Archaeology of Mortality, Wiley-Blackwell, 1999, 207 p. (ISBN 978-0-631-20614-9)

- (en) Sarah Tarlow, The Archaeology of Improvement : Britain 1750-1850, Cambridge University Press, 2007

- (en) Sarah Tarlow, Ritual, Belief and the Dead in Early Modern Britain and Ireland, Cambridge University Press, 2013, 240 p. (ISBN 978-1-107-66798-3)

- (en) Sarah Tarlow, The Golden and Ghoulish Age of the Gibbet in Britain, Palgrave MacMillan, coll. « Palgrave Historical Studies in the Criminal Corpse and its Afterlife) », 2017, 155 p. (ISBN 978-1-137-60089-9, lire en ligne)

- (en) Sarah Tarlow et Emma Battell Lowman, Harnessing the Power of the Criminal Corpse, Palgrave MacMillan, coll. « Palgrave Historical Studies in the Criminal Corpse and its Afterlife », 2018, 273 p. (ISBN 978-3-319-77908-9, lire en ligne)

- (en) Sarah Tarlow, The Archaeology of Loss : Life, Love and the Art of Dying, Picador, 2023 (ISBN 1-5290-9951-X, 978-1-5290-9951-5 et 978-1-5290-9953-9, OCLC 1336986528).

### Direction d'ouvrages
- (en) Sarah Tarlow (dir.) et Liv Nilsson Stutz (dir), The Oxford Handbook of the Archaeology of Death and Burial, Oxford, Oxford University Press, coll. « Oxford Handbooks », 2013, 849 p. (ISBN 978-0-19-956906-9 et 0-19-956906-1, OCLC 851701740, lire en ligne)

- (en) Sarah Tarlow, The Archaeology of Death in Post-medieval Europe, Sciendo, 2015, 237 p. (ISBN 978-3-11-043973-1, lire en ligne)

### Articles
- (en) Sarah Tarlow, « Landscapes of memory: the nineteenth century garden cemetery », European Journal of Archaeology, vol. 3, no 2,‎ 2000, p. 217–239 (DOI 10.1179/146195700799650434, lire en ligne)

- (en) Sarah Tarlow, « Emotion in Archaeology », Current Anthropology, vol. 41, no 5,‎ 2000, p. 713–746 (DOI 10.1086/317404)

- (en) Sarah Tarlow, « The Archaeology of Emotion and Affect », Annual Review of Anthropology, vol. 41, no 1,‎ 2012, p. 169–185 (ISSN 0084-6570 et 1545-4290, DOI 10.1146/annurev-anthro-092611-145944).

- (en) Sarah Tarlow, « The Technology of the Gibbet », International Journal of Historical Archaeology, vol. 18, no 4,‎ 2014, p. 668–699 (PMID 25834380, PMCID 4372825, DOI 10.1007/s10761-014-0275-0, lire en ligne)

- (en) Sarah Tarlow et Zoe Dyndor, « The Landscape of the Gibbet », Landscape History, vol. 36, no 1,‎ 2015, p. 71–88 (ISSN 0143-3768, PMID 27335506, PMCID 4894083, DOI 10.1080/01433768.2015.1044284, lire en ligne).

- (en) Sarah Tarlow, « Curious afterlives: the enduring appeal of the criminal corpse. », Mortality (Abingdon, England), vol. 21, no 3,‎ 2016, p. 210-228 (PMID 27366110, PMCID 4917903, DOI 10.1080/13576275.2016.1181328, lire en ligne)

- Emma Battell Lowman et Sarah Tarlow, « Le "gibbeting" anglais : La punition du cadavre du criminel dans la Grande-Bretagne des XVIIIe-XIXe s. », dans Mathieu Vivas (éditeur), (Re)lecture archéologique de la justice en Europe médiévale et moderne, Bordeaux, Ausonius, coll. « Scripta Mediaevalia » (no 35), 2019 (ISBN 978-2-35613-243-7, lire en ligne), p. 315-330.

- (en) Sarah Tarlow, « The Names of the Dead: Identity, Privacy and the Ethics of Anonymity in Exhibiting the Dead Body », Public Archaeology,‎ 8 janvier 2024, p. 1–20 (ISSN 1465-5187 et 1753-5530, DOI 10.1080/14655187.2023.2268384, lire en ligne).